# 佘克冰
佘克冰（1963年12月—），汉族，湖北松滋县人，中国共产党員。1983年8月参加工作。成都地质学院岩矿分析专业学历。现任西藏自治区高级人民法院副院长、党组成员、审判委员会委员，二级高级法官，西藏自治区党委组织部副部长。西藏人大代表。
1983年成都地质学院二系岩矿分析专业学习畢業，進入西藏自治区地矿中心实验室工作十年，升為为光谱分析工程师。在職自學法律1992年起調任西藏自治区拉萨市人民检察院办公室秘书，兩年後升任科级助理检察员，1995升任正科级检察员、办公室副主任。1996年7月，加入中国共产党。1997升拉萨市人民检察院办公室主任，2001年拉萨市人民检察院党组成员、副检察长。
後壘升至山南地委委员、组织部长等職，2013年起擔任西藏自治区高级人民法院副院长、审判委员会委员。
2024年12月2日，因涉嫌严重违纪违法，目前正接受西藏自治區紀委監委紀律審查和監察調查